# Хергертсхаузен
Хергертсхаузен (њем. Hörgertshausen) општина је у њемачкој савезној држави Баварска. Једно је од 24 општинска средишта округа Фрајзинг. Према процјени из 2010. у општини је живјело 1.884 становника. Посједује регионалну шифру (AGS) 9178132.

## Географски и демографски подаци
Хергертсхаузен се налази у савезној држави Баварска у округу Фрајзинг. Општина се налази на надморској висини од 453 метра. Површина општине износи 21,5 km². У самом мјесту је, према процјени из 2010. године, живјело 1.884 становника. Просјечна густина становништва износи 88 становника/km².